# Orchon-Inschriften
Koordinaten: 47° 33′ 36,7″ N, 102° 50′ 27″ O

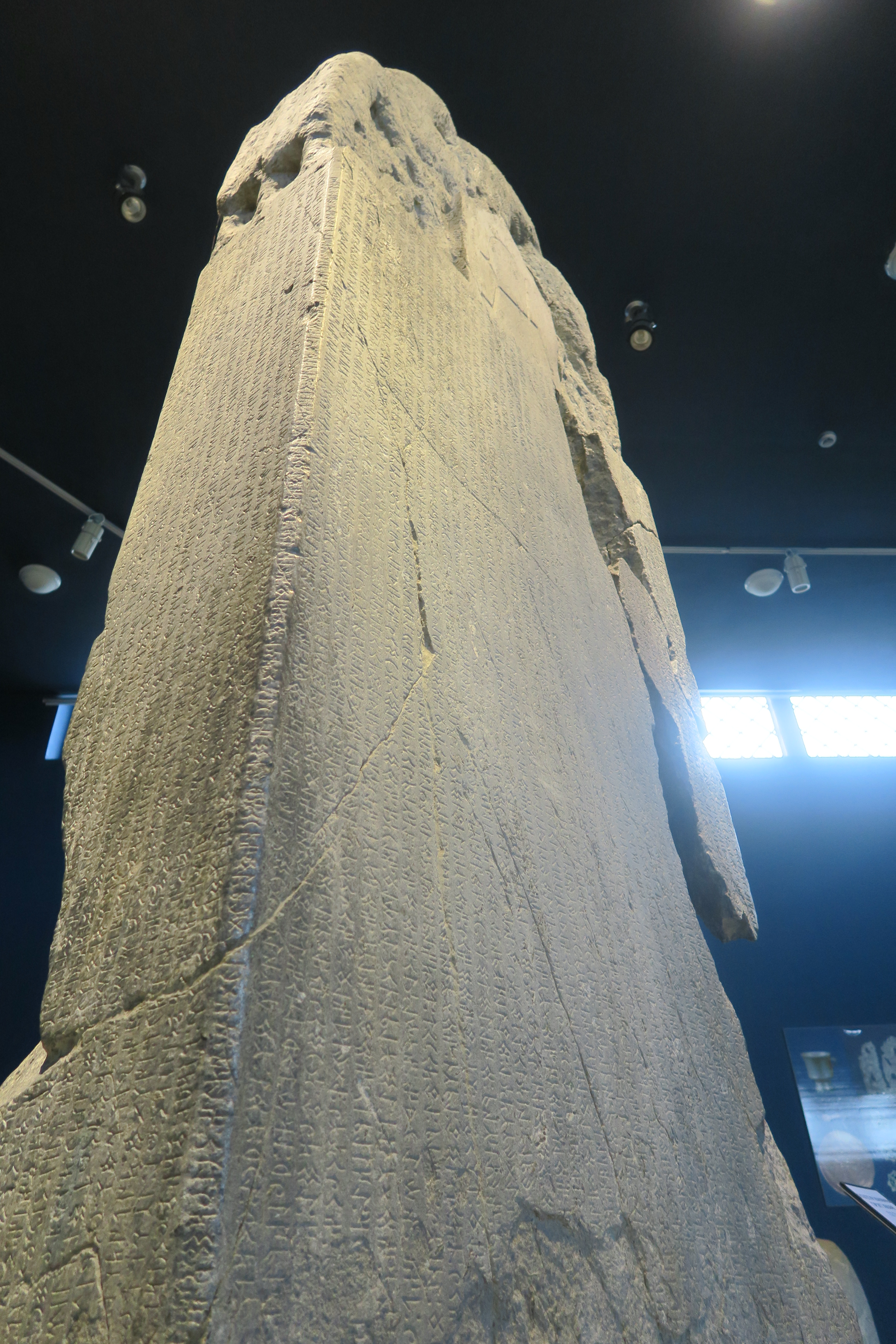
Köl-Tegin-Stele

Die Orchon-Inschriften sind mehrere in Stein gemeißelte Grab- und Gedenkinschriften am Orchon-Fluss in der Mongolei. Sie sind in alttürkischen Runen geschrieben. Die Stelen mit den Inschriften sind jeweils Teil eines monumentalen Gedenkkomplexes zur Erinnerung an berühmte Verstorbene, enthalten aber keine Bestattungsstätte (Grab).
Zu den am besten erforschten, längsten und bekanntesten dieser Inschriften zählen die auf einer allseitig beschriebenen Stele befindliche Köl-Tegin-Inschrift und die Stele für Bilge Qagan, die sich etwa einen Kilometer voneinander entfernt in der Nähe des Sees Kočo Tsaydam befinden. Der alttürkische Text auf beiden Stelen – bei den geehrten Personen handelt es sich um Brüder – ist weitgehend identisch. Die Stelen sind allseitig beschrieben und enthalten auf einer ihrer Seiten auch eine chinesische Inschrift, die vom Kaiser persönlich verfasst worden war und durch eine Gesandtschaft überbracht wurde. Zu diesen Inschriften wird meist auch das aus zwei Stelen bestehende Tonyukuk-Denkmal hinzugerechnet, das sich etwa 200 km östlich am Oberlauf der Tola befindet. Diese Inschriften aus dem 7. Jahrhundert bilden die ersten schriftlichen Zeugnisse einer Turksprache.

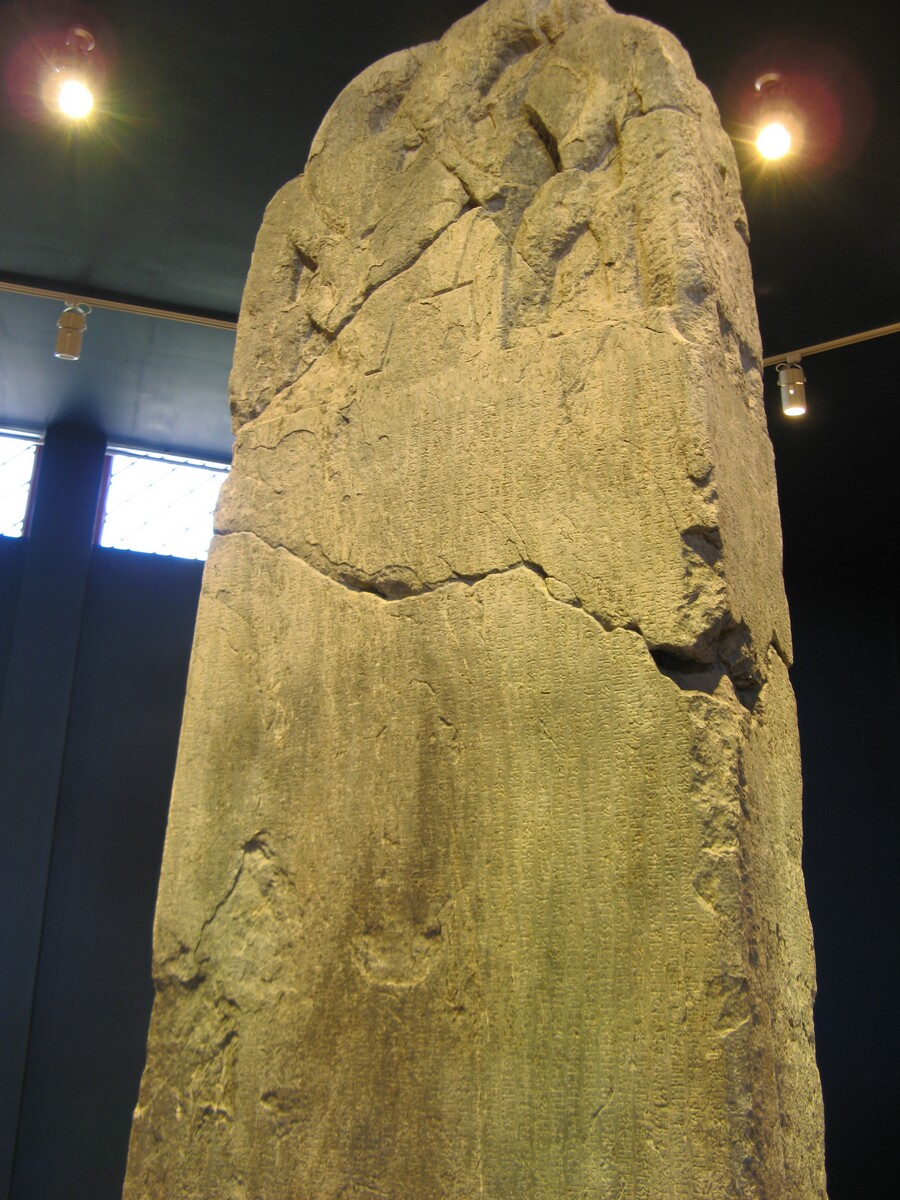
Bilgä-Khagan-Stele

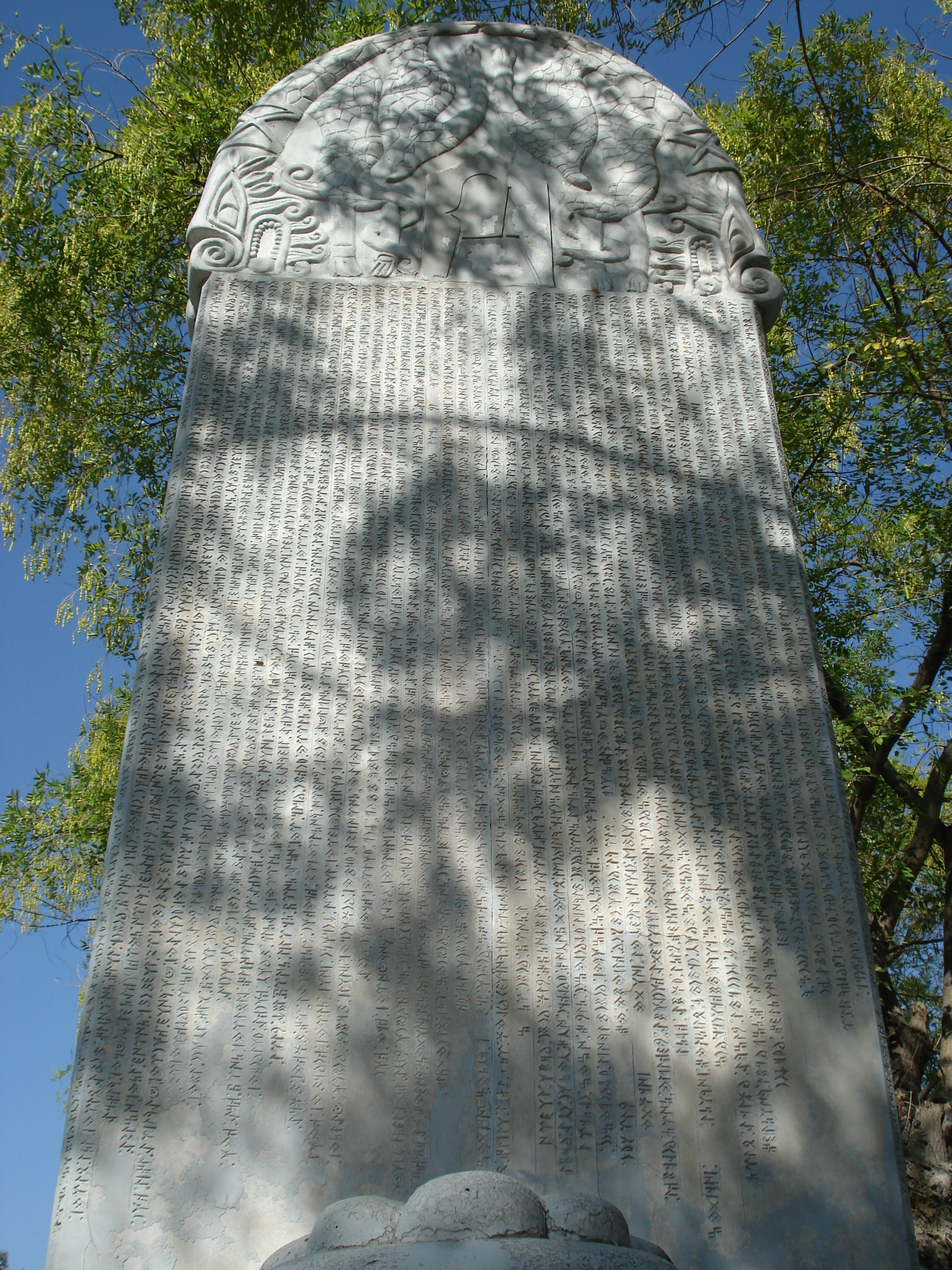
Replikat einer Orchon-Stele auf dem Gelände der Gazi Üniversitesi in Ankara

Archäologisch werden die Fundstätten als Chöšöö-Čajdam-1 (Bilgä Khagan), Chöšöö-Čajdam-2 (Köl Tegin, bei beiden Lage: N 47° 33' 36.75'' E 102° 50' 27.03'') und Cagaan-Ovoo-1 (Tonyukuk, Lage bei N 47° 41 ' 66'' E 107° 28' 59'') beschrieben. Die Stelen selbst befinden sich nicht mehr vor Ort.
Die Denkmäler haben dabei eine mehrfache Bedeutung. Zum einen sind sie Zeugnisse einer materiellen Kultur, die sich unter dem Einfluss der Herrschaft der Türken-Khaghane im eurasischen Steppenraum von Ostasien bis nach Osteuropa herausbildete, zum anderen sind die Texte als Quelle für die innerasiatische Geschichte zur Zeit ihrer Herrschaft von Bedeutung und drittens kommt in den Texten selbst die früheste bekannte, zweifellos türkische Sprache zum Ausdruck.
Die Inschriften sind allerdings nicht die frühesten schriftlichen Zeugnisse nomadischer Völker in Innerasien. Zeitlich früher sind die Bugut-Inschrift und die 1975 entdeckte Khüis-Tolgoi-Inschrift. Die Bugut-Inschrift wurde in einer Kultanlage im Archangai-Aimag aufgefunden und besteht aus einer schlecht erhaltenen Inschrift in sogdischer Sprache und Schrift und einem kaum entzifferbaren Text in Brahmi-Schrift. Sie wird auf unmittelbar nach der Regierungszeit Tatpār Qaγans kurz nach 581 datiert. Die Inschrift von Khüis Tolgoi wurde in der Nähe der Wasserscheide der Flüsse Orchon und Tula aufgefunden und ist, ebenfalls schlecht leserlich, in Brahmi-Schrift abgefasst. Sie wird aufgrund einer Nennung des Türken-Khaghans Niri, von dessen Feinden sie vermutlich stammt, auf nach 603 datiert. Die Sprache der Inschrift wurde als eine mongolische Sprache erkannt, mutmaßlich die Sprache der Tabgatsch.

## Beschreibung und Datierung
Die Stelen waren jeweils Teil einer komplizierten und teils recht aufwendigen Memorialanlage, in deren Zentrum ein auch als „Kapelle“ bezeichneter Tempel lag. Dorthin führte ein mehrere Kilometer langer Weg, der von Reihen anthropomorpher Steinskulpturen (Balbals) gesäumt ist, die getötete Feinde darstellten und dazu bestimmt waren, dem Toten im Jenseits als Sklaven zu dienen. Die Bestatteten waren Bilge Khagan (alternative Schreibweise: Bilgä Qaγan), der Sohn des Gründers des Zweiten Alttürkischen Reichs Elteriš und dritter Khagan dieses Reichs, sein Bruder Köl Tegin (alternative Schreibweise: Kül Tegin) und Tonyukuk (alternative Schreibweise: Toñuquq), der Ratgeber/Minister Bilge Khagans und seines Vaters Elteriš. Die Stelen sind zum Teil beachtlich groß. Die Köl-Tegin-Stele misst in der Höhe 3,75 m, in der Breite an der Ost- und Westseite zwischen 1,32 und 1,22 m und an der Nord und Südseite ca. 0,45 m.  Sie war im Panzer einer Schildkrötenskulptur verankert und befand sich möglicherweise in einem überdachten, offenen Kiosk. Das Zentrum der Anlage befand sich in einem mit Wall und Graben umfriedeten, mit Tonziegeln gepflasterten Bereich. Der Eingang war von zwei Widderskulpturen gerahmt. Die Anlage für Bilgä Khaghan war noch monumentaler, ist aber schlechter erhalten und dokumentiert. 2000–2004 fanden dort Ausgrabungen statt. Eine zeichnerische Rekonstruktion der Anlage Chöšöö-Čajdam-2 findet sich bei Sören Stark auf S. 497. Die alttürkischen und chinesischen Texte sind voneinander unabhängig und enthalten unter anderem Details aus der Biographie der Verstorbenen und eine Darstellung der Geschichte der Herrscher-Dynastie von den Gründern Bumın Kagan und Istämi an bis zu den Lebzeiten der Verstorbenen. Sie zeigen das alttürkische Reich auf dem Gipfel seiner Macht kurz vor seinem Untergang. Bilge Khagan rühmt sich seiner Kriegszüge von der Shandong-Ebene nahe dem Ozean im Osten bis zum „Perlenfluss“, dem Syrdarja und dem „Eisernen Tor“, einem Bergpass, an der Grenze von Transoxanien nach Tocharistan, im Westen und nach Tibet im Süden.
Das Memorial für Tonyukuk wird auf kurz nach 725, das für Köl Tegin auf das Jahr 732 (der 27. Tag des 7. Monats des Affenjahres) und das für Bilgä Khagan auf das Jahr 735 datiert. Eine solche Datierung hatte schon 1898 Josef Marquart vertreten.

## Der Name des Köl Tegin
Der Name Köl Tegin – Tegin bedeutet in etwa „Prinz“ – wurde in der Vergangenheit und auch bis heute manchmal auch als Kül Tegin oder Kül Tigin gelesen, weil die Vokalwerte der Runen nicht eindeutig sind. Die Lautwerte „o“ und „u“, „ö“ und „ü“ und „i“ und „ı“ werden mit demselben Zeichen bezeichnet; „e“ nur in einigen Fällen gesondert mit einem Zeichen belegt. Als moderner türkischer Vornamen wird er in der Form Gültekin und mit einer ahistorischen Volksetymologie als „Rosenprinz“ gedeutet. Nach u. a. Scharlipp rührt der Name aber von dem alttürkischen Wort köl (im modernen Türkisch in der Form „göl“ und der Bedeutung „See“) her, das im Alttürkischen „See“, „Meer“, „Ozean“ bedeute. Er reihe sich damit in Namen wie Dschingis Khan („Ozeanherrscher“) oder Dalai Lama („ozeangleicher Lehrer“) ein. Die Vokalisierung kül („Asche“) ergebe dagegen keinen Sinn.

## Entzifferung der Texte
Bereits im 18. Jahrhundert waren Nachrichten über die Inschriften nach Europa gedrungen, Im 19. Jahrhundert erbrachten zwei finnische Expeditionen unter Johannes Reinhold Aspelin 1888 und O. Heikel 1889 und eine russische Expedition von Nikolai Michailowitsch Jadrinzew zahlreiche Steine und Reproduktionen der Inschriften nach Europa. Davon ausgehend gelang dem Linguisten Vilhelm Thomsen die Entzifferung der Runenschrift, worüber er erstmals 1893 in einem Aufsatz publizierte. Thomsens Lesungen sind bis heute anerkannt.
Die Entzifferung erfolgte in mehreren Stufen. Thomsen begann mit der längsten und am besten erhaltenen Inschrift, der Köl-Tegin-Inschrift. Aus der chinesischen Inschrift wurde bekannt, dass es sich um Personen aus dem Alttürkischen Reich handelte und daher die Vermutung einer türkischen Sprache nahelag. Thomsen hatte Kenntnisse der zeitgenössischen osmanisch-türkischen Sprache wie der bereits bekannten altuigurischen Sprache, einer späteren Variante der in den Texten verwendeten alttürkischen Sprache, und erkannte, dass die Schriften über ein Interpunktionssystem verfügten. Die geringe Anzahl der Zeichen legte eine Buchstabenschrift nahe. Es gelangen ihm immer weitere Entzifferungen von Wörtern. Er entdeckte dabei, dass die Runenschrift, entsprechend den Gesetzen der Lautharmonie zwischen palatalen und velaren Konsonanten unterschied und die Laute a und ä als inhärent nicht geschrieben wurden. Diese Beobachtung ermöglichte es ihm auch, die zahlreichen Vokabeln zu deuten, die in untürkischer Weise anscheinend mit l- und m- anlauteten, weil der vokalische Anlaut nicht geschrieben wurde.

## Rezeption in der Türkei
Die Entzifferung der Orchoninschriften fand auch im Osmanischen Reich Beachtung. Bereits 1895, ein Jahr vor Vilhelm Thomsens zusammenfassender Veröffentlichung zu den Orchoninschriften, erschien in der osmanischen Zeitschrift İkdam ein anonymer Artikel über die Inschriften. Der mutmaßliche Verfasser, Necip Âsım [Yazıksız], veröffentlichte 1897 eine Monographie über die Inschriften.
Das Interesse im Osmanischen Reich und dann der Türkei an den Inschriften ging Hand in Hand mit der Entwicklung des türkischen Nationalismus, zeigten sie doch, dass es eine beachtenswerte vorislamische türkische Kultur gab und der Name „Türken“ als Bezeichnung der künftigen Nation durchaus ein Renommee besaß. Die Bezeichnung „Osmane“ war nicht nur wegen des Zerbrechens des Reiches an den Nationalismen der reichsangehörigen Völker, sondern auch durch das Verhalten der letzten osmanischen Herrscher seit Abdülhamid II. in Misskredit geraten. Unter den türkischen Wissenschaftlern, die sich mit den Inschriften befassten, ragen Hüseyin Namık Orkun heraus, der in 4 Bänden alle zugänglichen Runeninschriften transkribierte, transliterierte, übersetzte, kommentierte und mit Glossen versah, und Talât Tekin, dessen 1968 erstmals erschienene Grammatik als Standardwerk für die alttürkische Sprache der Orchoninschriften gilt.